# 어유중학교
어유중학교(魚遊中學校)는 대한민국 경기도 파주시 적성면 어유지리에 있는 공립 중학교이다.

## 학교 연혁
- 1963년 2월 10일 : 어유고등공민학교 개교(1학급 편성)
- 1977년 2월 18일 : 제7969부대로부터 학교인수 (박용진 선생)
- 1979년 10월 28일 : 어유중학교 설립인가 (5학급)
- 1983년 2월 19일 : 제1회 졸업식 (103명)
- 2021년 1월 8일 : 제39회 졸업식(1,509명)
- 2021년 3월 2일 : 제42회 신입생 입학(1학급 10명)
- 2024년 3월 1일 : 제21대 이영남 교장 취임

## 참고 자료
- 어유중학교 - 한국교육학술정보원 학교알리미